# Neoavernus
Neoavernus is een geslacht van halfvleugeligen uit de familie Aphrophoridae. De wetenschappelijke naam van dit geslacht is voor het eerst geldig gepubliceerd in 1909 door Distant.

## Soorten
Het geslacht Neoavernus  is monotypisch en omvat slechts de volgende soort:
- Neoavernus alboater (Walker, 1851)